# Powhatan Point (Ohio)
Powhatan Point es una villa ubicada en el condado de Belmont en el estado estadounidense de Ohio. En el Censo de 2010 tenía una población de 1592 habitantes y una densidad poblacional de 376,41 personas por km².

## Geografía
Powhatan Point se encuentra ubicada en las coordenadas 39°51′44″N 80°48′34″O / 39.86222, -80.80944. Según la Oficina del Censo de los Estados Unidos, Powhatan Point tiene una superficie total de 4.23 km², de la cual 3.81 km² corresponden a tierra firme y (9.98%) 0.42 km² es agua.

## Demografía
Según el censo de 2010, había 1592 personas residiendo en Powhatan Point. La densidad de población era de 376,41 hab./km². De los 1592 habitantes, Powhatan Point estaba compuesto por el 98.68% blancos, el 0.38% eran afroamericanos, el 0.25% eran amerindios, el 0.06% eran asiáticos, el 0% eran isleños del Pacífico, el 0.06% eran de otras razas y el 0.57% pertenecían a dos o más razas. Del total de la población el 0.25% eran hispanos o latinos de cualquier raza.